# Symmetrics Cycling Team
Symmetrics Cycling Team was een Canadese wielerploeg. De ploeg bestond van 2005 tot 2008 en kwam uit in de continentale circuits van de UCI; de ploeg reed voornamelijk wedstrijden van de UCI America Tour.

 De renner Svein Tuft die ook voor Symmetrics Cycling Team reed, werd in 2007 eerste in het klassement van de UCI America Tour.

## Ploegen per jaar
- Ploeg 2007